# Meresankh II
Meresankh II (fl. XXVI secolo a.C.) è stata una regina egizia della IV dinastia.

## Famiglia

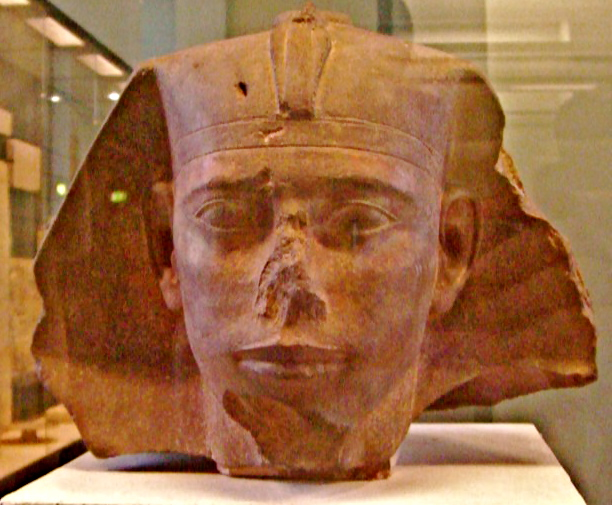
Testa di Djedefra in quarzite. Museo del Louvre, Parigi.

Il suo nome significa Colei Che ama la vita. Si ritiene che i suoi genitori fossero il grande faraone Cheope (2589 a.C. - 2566 a.C.) e la regina Meritites I, poiché sono menzionati nella sua tomba. Comunque, nessuna iscrizione la definisce esplicitamente loro figlia. Assumendo positivamente tale legame di parentela, Meresankh II sarebbe stata sorella, e non sorellastra, del principe Kauab, della regina Hetepheres II e della principessa Meritites II, andata in sposa al direttore del palazzo reale Akhethotep. Meresankh II ricevette il nome della bisnonna Meresankh I, madre di re Snefru. Fu zia della regina Meresankh III, nata dall'unione di suo fratello e sua sorella e andata poi in sposa a Chefren.
Si ritiene che abbia sposato il proprio fratellastro Horbaef e che abbia avuto tre figli: il principe Djati e le principesse Nefertkau III e Nebtitepites. 
- principe Djati, che ebbe i titoli di Figlio del re-del Suo corpo, Ispettore della spedizione. La sua tomba è la mastaba G 7810, che potrebbe risalire alla fine della IV dinastia o all'inizio della V[7]. La sua parentela con Horbaef è solo un'ipotesi, siccome quest'ultimo fu un principe, mentre Djati ebbe i titoli di un figlio di re. Nella scrittura geroglifica, il suo nome è: | U29 | t | A | i | i |

- principessa Nefertkau III, sepolta nella mastaba G 7820 con suo marito Iynefer II (anche questa potrebbe risalire alla fine della IV dinastia o all'inizio della V)[7]. I geroglifici del suo nome: | nfr | t | kA | w |

- principessa Nebtitepites, esplicitamente nominata nella tomba di Meresankh II: | G16 | tp | it | a |

Meresankh II ebbe chiaramente i titoli di una regina, perciò si ritiene dopo la morte del principe Horbaef, suo primo marito, lei sia andata in moglie al faraone. È possibile che abbia sposato il faraone Djedefra, suo fratellastro, oppure Chefren (2558 a.C. - 2532 a.C.). 

## Titoli
Meresankh II ebbe i titoli di:

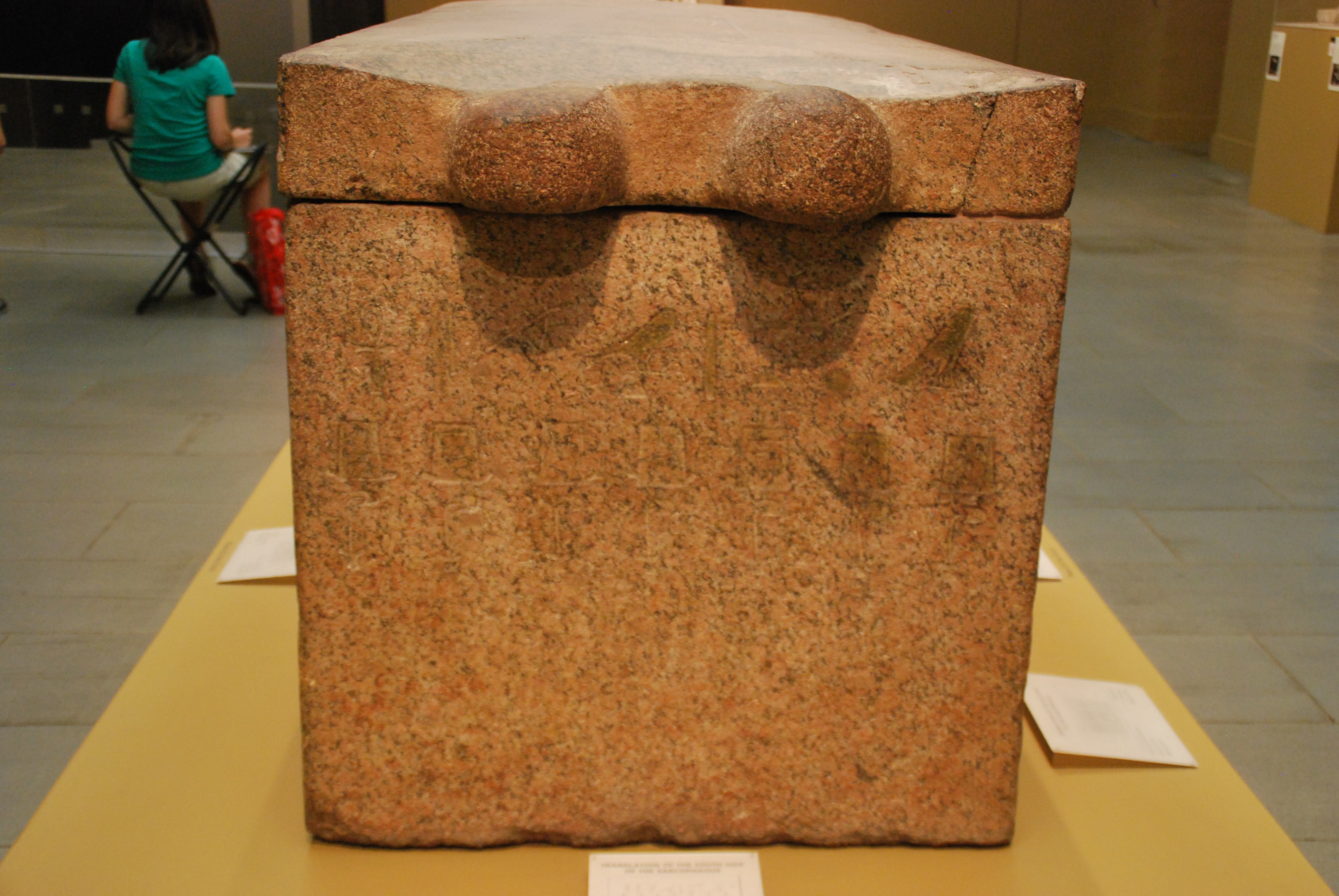
Dettaglio del sarcofago di Meresankh II al Museum of Fine Arts di Boston.

- Grande dello scettro-hetes (wrt-hetes);
- Colei Che vede Horus e Seth (m33t-hrw-stsh);
- Sposa del re (hmt-nisw);
- Attendente di Horus (kht-hrw);
- Figlia del re-del Suo corpo (s3t-niswt-nt-kht.f)[9].

## Tomba
Meresankh II fu sepolta nella doppia mastaba G 7410 - 7420, accanto al primo marito Horbaef. Gli scavi della tomba furono effettuati dall'archeologo statunitense George Reisner. Meresankh II fu inumata in un pozzo (G 7410B) completato da due camere, mentre Horbaef fu sepolto nel pozzo G 7420A. 
Il sarcofago di Meresankh fu scoperto e rimosso nel 1927; si trova al Museum of Fine Arts di Boston. È in granito rosso e reca iscrizioni su ogni lato; un lato riproduce la facciata del palazzo reale, completa del portale. Sul coperchio è raffigurato uno sciacallo, in riferimento al dio Anubi, mentre sulle estremità sono incise liste di offerte.